# Veggiano
Veggiano este o comună din provincia Padova, regiunea Veneto, Italia, cu o populație de 4.817 locuitori (1 ianuarie 2023) și o suprafață de 16,41 km².

## Demografie
Veggiano - evoluția demografică

|  | Graficele sunt indisponibile din cauza unor probleme tehnice. Mai multe informații se găsesc la Phabricator și la wiki-ul MediaWiki. |

Date: Recensăminte sau birourile de statistică - grafică realizată de Wikipedia

## Personalități născute aici
- Gabriella Dorio (n. 1957), atletă laureată cu aur la Jocurile Olimpice din 1984.